# Heinrich Titze
Friedrich Emil Heinrich Titze (* 23. Oktober 1872 in Berlin; † 7. April 1945 ebenda) war ein deutscher Rechtswissenschaftler.

## Leben
Der Sohn des Verlagsbuchhändlers Adolf Titze übersiedelte 1878 mit seinen Eltern von Berlin nach Leipzig, wo er von Ostern 1879 an die Elementarschule und von Ostern 1883 bis Ostern 1892 das Königliche Gymnasium besuchte, das er mit dem Reifezeugnis verließ. Anschließend studierte er an den Universitäten Leipzig, wo er besonders von Emil Strohal beeinflusst wurde, Heidelberg und Berlin Rechtswissenschaften. 1897 erfolgte die Promotion in Berlin und drei Jahre später die Habilitation in Göttingen.
1902 wurde er an der Universität Göttingen zum außerordentlichen und 1908 zum ordentlichen Professor ernannt. 1917 folgte er einem Ruf als Professor für römisches Recht, bürgerliches Recht und Rechtsgeschichte an die Universität Frankfurt am Main, deren Rektor er 1918 wurde. Von 1923 bis 1938 war er Professor für bürgerliches und römisches Recht an der Friedrich-Wilhelms-Universität Berlin. Auch nach seiner Emeritierung blieb er in seinem Lehramt tätig.

## Wirken
Sein wissenschaftliches Streben galt vor allem der Rechtsgeschäftslehre und den schuldrechtlichen Grundfragen. Seine umfassenden Arbeiten über die Unmöglichkeit der Leistung und über die Lehre vom Mißverständnis haben bleibende Bedeutung.
Titzes Beiträge für das Handwörterbuch der Rechtswissenschaft und das Rechtsvergleichende Handwörterbuch sowie seine Darlegung Recht der Schuldverhältnisse stellen Zusammenfassungen seiner wissenschaftlichen Arbeit dar.
Die Herausgabe des damals führenden Handkommentars zum Bürgerlichen Gesetzbuch und sein Vortrag über Richtermacht und Vertragsinhalt zeigen Titzes Verständnis für praktische Fragen der Zivilistik.
Mit seiner umfassenden Darstellung Das Recht der kaufmännischen Angestellten hat er einen wichtigen Beitrag zum sich entwickelnden modernen deutschen Arbeitsrecht geleistet. Seine Unterscheidung zwischen dem abstrakten und dem konkreten Prinzipal ist in alle nachfolgenden Darstellungen des Arbeitsrechts eingeflossen.
Titze gilt zudem als einer der Wegbereiter der deutschen Rechtsvergleichung.
Er war seit 1917 Mitherausgeber der Zeitschrift für ausländisches und internationales Privatrecht und von 1929 bis 1949 des Rechtsvergleichenden Handwörterbuchs.
Sein wissenschaftlicher Nachlass befindet sich im Geheimen Staatsarchiv in Berlin-Dahlem.

## Mitgliedschaften
- Gründungsmitglied des Berliner Kaiser-Wilhelm-Instituts für ausländisches und internationales Privatrecht (heute: Max-Planck-Institut für ausländisches öffentliches Recht und Völkerrecht)

## Schriften (Auswahl)
- Die Notstandsrechte im Deutschen Bürgerlichen Gesetzbuche und ihre geschichtliche Entwickelung, Dissertationsschrift, Veit, Leipzig 1897.
- Die Unmöglichkeit der Leistung nach deutschem bürgerlichen Recht, Titze, Leipzig 1900.
- Der Zeitpunkt des Zugehens bei empfangsbedürftigen schriftlichen Willenserklärungen, Fischer, Jena 1904 (Iherings Jahrbücher für die Dogmatik des bürgerlichen Rechts, 47).
- Familienrecht, E. de Gruyter, Berlin 1906 (Recht des bürgerlichen Gesetzbuches, Buch 4; Sammlung Göschen, 305)
- Die Lehre vom Mißverständnis. Eine zivilrechtliche Untersuchung, Guttentag, Berlin 1910.
- Das Recht des kaufmännischen Personals , O.R. Reisland, Leipzig 1918 (Handbuch des gesamten Handelsrechts, Bd. 2, Abt. 2).
- Richtermacht und Vertragsinhalt. Vortrag, gehalten in der Frankfurter Juristischen Gesellschaft am 14. März 1921, J.C.B. Mohr, Tübingen 1921.
- Otto Fischer, Wilhelm Henle (Begr.): Bürgerliches Gesetzbuch. Handausgabe. Neu herausgegeben von Heinrich Titze, C.H. Beck, München, 14. Aufl., 1932.
- Bürgerliches Recht: Recht der Schuldverhältnisse J. Springer, Berlin 1923, 4. erw. Auflage 1932 (Enzyklopädie der Rechts- und Staatswissenschaft, Abt. Rechtswissenschaft, 8).
- Vom sogenannten Motivirrtum, Böhlau, Weimar 1940.

Mitarbeit
- Fritz Stier-Somlo, Alexander Elster (Hrsg.): Handwörterbuch der Rechtswissenschaft, de Gruyter, Berlin, Leipzig: Bd. III, 1928; Bd. IV, 1927; Bd. VI, 1929.
- Franz Schlegelberger (Hrsg.), in Verbindung mit Carl Henrici: Rechtsvergleichendes Handwörterbuch für das Zivil- und Handelsrecht des In- und Auslandes, Vahlen, Berlin: Bd. 5: Kommanditgesellschaft – Rechtsgeschäft, 1936; Bd. 6: Rechtsmissbrauch und Schikane – Unsittliche Rechtsgeschäfte, 1938.

Festschrift
- Aus Rechtsvergleichung und internationalem Privatrecht. Heinrich Titze zum 23. Oktober 1942 dargebracht von der Rechts- und Staatswissenschaftlichen Fakultät der Universität Berlin und des Kaiser-Wilhelm-Instituts für Ausländisches und Internationales Privatrecht, de Gruyter, Berlin 1942 (Rabels Zeitschrift für ausländisches und internationales Privatrecht, Jg. 14, H. 1/2)